# از کسی استفاده کن
«از کسی استفاده کن» (به انگلیسی: Use Somebody) تک‌آهنگی از کینگز آو لئون است که در سال ۲۰۰۸ میلادی منتشر شد.
این تک‌آهنگ در چارت‌های لهستان، فلاندرز، در رتبه اول و در چارت‌های استرالیا، بریتانیا، دانمارک، سوئد، ایرلند، نیوزلند، نروژ، جزو ده ترانه اول قرار گرفت.